# Мак-Дональд (Пенсільванія)
Мак-Дональд (англ. McDonald) — місто (англ. borough) в США, в округах Вашингтон і Аллегені штату Пенсільванія. Населення — 2060 осіб (2020).

## Географія
Мак-Дональд розташований за координатами 40°22′12″ пн. ш. 80°13′57″ зх. д. / 40.37000° пн. ш. 80.23250° зх. д. (40.370067, -80.232474).  За даними Бюро перепису населення США в 2010 році місто мало площу 1,35 км², уся площа — суходіл.

## Демографія
Згідно з переписом 2010 року, у селищі мешкало 2149 осіб у 963 домогосподарствах у складі 535 родин. Густота населення становила 1590 осіб/км².  Було 1075 помешкань (795/км²).
Расовий склад населення:
| - 94,9 % — білих - 3,1 % — чорних або афроамериканців - 0,5 % — азіатів - 0,2 % — вихідців з тихоокеанських островів - 0,2 % — корінних американців |

До двох чи більше рас належало 1,0 %. Частка іспаномовних становила 1,1 % від усіх жителів.
За віковим діапазоном населення розподілялося таким чином: 19,4 % — особи молодші 18 років, 61,3 % — особи у віці 18—64 років, 19,3 % — особи у віці 65 років та старші. Медіана віку мешканця становила 42,8 року. На 100 осіб жіночої статі у селищі припадало 93,1 чоловіків;  на 100 жінок у віці від 18 років та старших — 89,9 чоловіків також старших 18 років.
Середній дохід на одне домашнє господарство  становив 52 117 доларів США (медіана — 45 478), а середній дохід на одну сім'ю — 65 332 долари (медіана — 60 781). Медіана доходів становила 40 658 доларів для чоловіків та 33 125 доларів для жінок. За межею бідності перебувало 12,3 % осіб, у тому числі 13,2 % дітей у віці до 18 років та 9,0 % осіб у віці 65 років та старших.
Цивільне працевлаштоване населення становило 967 осіб. Основні галузі зайнятості: освіта, охорона здоров'я та соціальна допомога — 23,5 %, мистецтво, розваги та відпочинок — 13,3 %, роздрібна торгівля — 13,1 %.